# الإحصاءات الجنائية

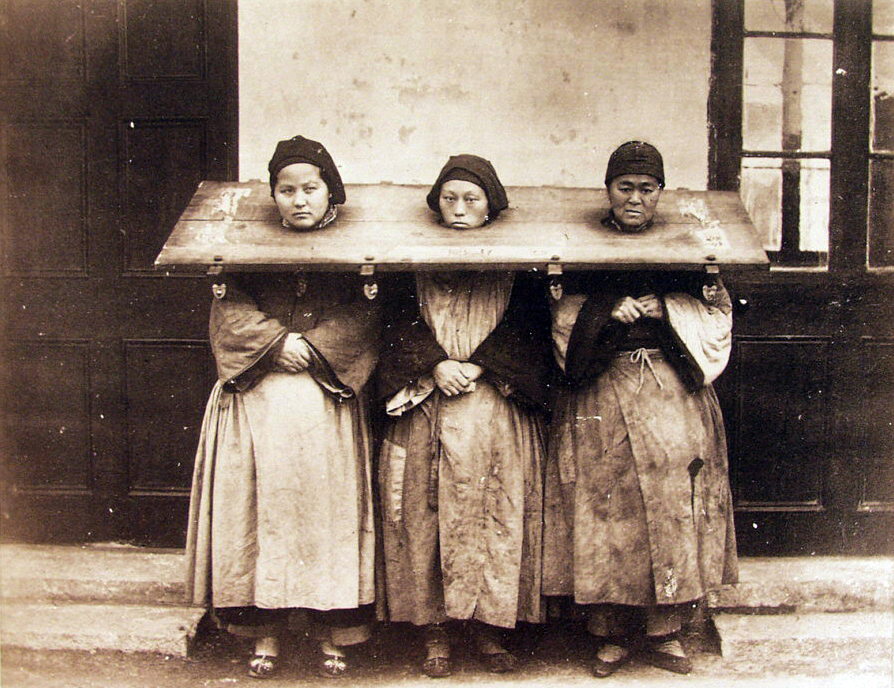
ثلاث نسوة مقيدات في الصين، 1875

يُعد الإحصاء الجنائي وسيلة من وسائل البحث العلمي الذي يترجم خصائص وسمات الظاهرة الإجرامية إلى أرقام وذلك من خلال أسلوب يركز على عرض أساليب الفعل الإجرامي؛ من حيث النوع والحجم والزمان من أجل الوصول إلى العلاقة بين الجريمة والمجرم؛ ورصد كل المتغيرات الاجتماعية والثقافية والاقتصادية والبيئية التي تهيئ للإنسان وتدفعه لارتكاب مثل هذه الجرائم

## الأساليب
وهناك عدة طرق لقياس الجريمة. وتُجرى من حين لآخر دراسات استقصائية عامة لتقدير حجم الجرائم التي لم تبلغ بها الشرطة. وعادة ما تكون هذه الدراسات الاستقصائية أكثر موثوقية لتقييم الاتجاهات. ومع ذلك، لديهم أيضًا قيودهم ولا يحصلون عمومًا على إحصائيات مفيدة لمنع الجريمة المحلية، وغالبًا ما يتجاهلون الجرائم ضد الأطفال ولا يحسبون الجناة الذين يمثلون أمام نظام العدالة الجنائية.
وتقدم أجهزة إنفاذ القانون في بعض البلدان تجميعات للإحصاءات المتعلقة بمختلف أنواع الجرائم.
وهناك طريقتان رئيسيتان لجمع البيانات المتعلقة بالجريمة هما تقارير إنفاذ القانون، التي لا تعكس سوى الجرائم المبلغ عنها أو المسجلة أو الملغاة لاحقا ؛ ودراسة الضحايا (الدراسات الاستقصائية الإحصائية المتعلقة بالإيذاء)، التي تعتمد على الذاكرة الفردية والأمانة. وبالنسبة للجرائم الأقل تواترا مثل القتل العمد والسطو المسلح، فإن الحوادث المبلغ عنها تكون عموما أكثر موثوقية، ولكنها تعاني من نقص التسجيل ؛ على سبيل المثال، لا يرى أي جريمة في المملكة المتحدة أن أكثر من ثلث جرائم العنف المبلغ عنها لا تسجلها الشرطة ولأن القوانين والممارسات تختلف بين الولايات القضائية، فإن مقارنة إحصاءات الجريمة بين البلدان وحتى داخلها قد يكون أمرا صعبا: وعادة ما لا يمكن مقارنة الوفيات العنيفة (القتل أو القتل الخطأ) بشكل موثوق، بسبب الإبلاغ المتسق والعالي والتعريف الواضح النسبي.
لدى الولايات المتحدة برنامجان رئيسيان لجمع البيانات، تقارير الجريمة الموحدة من مكتب التحقيقات الفيدرالي والمسح الوطني لضحايا الجريمة من مكتب إحصاءات العدل. ومع ذلك، ليس لدى الولايات المتحدة بنية تحتية شاملة لرصد اتجاهات الجريمة وإبلاغ المعلومات إلى الأطراف ذات الصلة مثل إنفاذ القانون.
وقد أفادت البحوث التي أجريت باستخدام سلسلة من الدراسات الاستقصائية للضحايا في 18 بلدا من بلدان الاتحاد الأوروبي، بتمويل من المفوضية الأوروبية (2005) أن مستوى الجريمة في أوروبا قد تراجع إلى مستويات عام 1990، وتلاحظ أن مستويات الجريمة العادية أظهرت اتجاهات متناقصة في الولايات المتحدة وكندا وأستراليا وبلدان صناعية أخرى أيضا. يقول الباحثون الأوروبيون إن الإجماع العام يحدد التغيير الديموغرافي باعتباره السبب الرئيسي لهذا الاتجاه الدولي. على الرغم من ارتفاع معدلات القتل والسرقة في الولايات المتحدة في الثمانينيات، إلا أنه بحلول نهاية القرن انخفضت بنسبة 40%.
بيد أن البحث الأوروبي يشير إلى أن «زيادة استخدام تدابير منع الجريمة قد تكون بالفعل العامل المشترك وراء الانخفاض شبه العالمي في المستويات الإجمالية للجريمة في العالم الغربي»، لأن الانخفاضات كانت أكثر وضوحا في جرائم الممتلكات وأقل وضوحا، إن وجدت، في جرائم الاتصال.

## عد القواعد
وتوجد معايير قليلة نسبيا ولا تسمح أي منها بإمكانية المقارنة على الصعيد الدولي بما يتجاوز طائفة محدودة جدا من الجرائم. غير أن العديد من الولايات القضائية تقبل ما يلي:
- يجب أن تكون هناك قضية ظاهرة الوجاهة[4] عن ارتكاب جريمة قبل تسجيلها. أي إما أن تجد الشرطة دليلاً على جريمة أو تتلقى ادعاءً معقولاً بارتكاب جريمة. بعض الولايات القضائية لا تعتبر مخالفة إلا عندما تحدث عمليات معينة، مثل إلقاء القبض أو إصدار التذكرة أو التهم الموجهة إلى المحكمة أو فقط عند تأمين إدانة.
- عادة ما تعتبر التقارير المتعددة عن نفس الجريمة جريمة واحدة. بعض الولايات القضائية تحسب كل تقرير على حدة، والبعض الآخر يحسب كل ضحية من ضحايا الإساءة بشكل منفصل.
- في حالة ارتكاب عدة جرائم في نفس الوقت، في فعل مخالف واحد، يتم احتساب أخطر جريمة فقط. بعض الولايات القضائية تسجل وتحسب كل جريمة على حدة، والبعض الآخر يحسب القضايا، أو الجناة، التي يمكن مقاضاتها.
- عندما يكون العديد من الجناة متورطين في نفس فعل الإساءة، يتم احتساب فعل واحد فقط عند عد الجرائم ولكن يتم احتساب كل مجرم عند القبض عليه.
- يتم احتساب المخالفة في الوقت الذي تلفت فيه انتباه ضابط إنفاذ القانون. تسجل بعض الولايات القضائية وتعد مخالفة وقت حدوثها.
- نظرًا لأن «التسبب في الألم فقط» يُعتبر هجومًا في بعض البلدان، فقد سمح بارتفاع معدلات الاعتداء باستثناء النمسا وفنلندا وألمانيا وهولندا والبرتغال والسويد. لكن هناك استثناءات، مثل جمهورية التشيك ولاتفيا. كانت فرنسا هي الاستثناء المتناقض مع ارتفاع نسبة الاعتداء دون احتساب الاعتداءات الطفيفة.

غالبًا ما لا يتم احتساب الإساءة التي تعد انتهاكًا للقانون ولكن لا توجد عقوبة عليها. على سبيل المثال: الانتحار، وهو غير قانوني تقنيًا في معظم البلدان، قد لا يُعتبر جريمة، على الرغم من محاولة الانتحار والمساعدة في الانتحار.
كما أن مخالفات الاتجار وغيرها من المخالفات البسيطة التي يمكن التعامل معها باستخدام الغرامات بدلاً من السجن، لا تُعتبر في كثير من الأحيان جريمة. ومع ذلك، قد يتم الاحتفاظ بإحصائيات منفصلة لهذا النوع من المخالفات.

## الدراسات الاستقصائية
بسبب الصعوبات في تحديد مقدار الجريمة التي تحدث بالفعل، يتخذ الباحثون عمومًا نهجين لجمع الإحصاءات حول الجريمة.
ومع ذلك، نظرًا لأن الضباط لا يمكنهم تسجيل الجريمة التي تصل إلى علمهم فقط وقد لا يسجلون أي مسألة كجريمة إذا تم اعتبار الأمر بسيطًا ولا يعتبره الضابط المعني جريمة.
على سبيل المثال، عند مواجهة نزاع عنف منزلي بين الزوجين، قد يقرر موظف إنفاذ القانون أن القبض على الطرف الذكر في النزاع أقل صعوبة بكثير، لأن الأنثى قد يكون لديها أطفال لرعايتهم، على الرغم من أن كلا الطرفين مسؤولان بنفس القدر عن النزاع.
سأل هذا النوع من صنع القرار العملي عما إذا كانوا ضحايا للجريمة، دون الحاجة إلى تقديم أي دليل داعم. في هذه الاستطلاعات، يكون تصور المشارك، أو رأيه، أن جريمة حدثت، أو حتى فهمهم لما يشكل جريمة يتم قياسها ونتيجة لذلك، فإن اختلاف المنهجيات قد يجعل من الصعب إجراء مقارنات مع الدراسات الاستقصائية الأخرى.
طريقة واحدة، بينما يتم الإبلاغ عن أنواع أخرى من الجرائم. تقدم هذه الاستطلاعات أيضًا رؤى حول سبب الإبلاغ عن الجريمة أم لا. وتبين الدراسات الاستقصائية أن الحاجة إلى تقديم مطالبة بالتأمين، والتماس المساعدة الطبية، وخطورة الجريمة تميل إلى زيادة مستوى الإبلاغ، في حين أن إزعاج الإبلاغ وتورط الشركاء الحميمين وطبيعة المخالفين تميل إلى تقليل الإبلاغ.
وهذا يسمح بمنح درجات من الثقة لمختلف إحصاءات الجريمة. على سبيل المثال: يتم الإبلاغ عن سرقات السيارات بشكل جيد بشكل عام لأن الضحية قد تحتاج إلى تقديم التقرير لمطالبة التأمين، في حين أن العنف المنزلي وإساءة معاملة الأطفال المنزلية والجرائم الجنسية غالبًا ما يتم الإبلاغ عنها بشكل أقل بكثير بسبب العلاقات الحميمة المعنية والإحراج والعوامل الأخرى التي تجعل من الصعب على الضحية تقديم تقرير.
فشلت محاولات استخدام استقصاءات الإيذاء من مختلف البلدان للمقارنة الدولية في الماضي. مشروع مسح موحد يسمى المسح الدولي لضحايا الجريمة تمت مناقشة نتائج هذا المشروع بإيجاز في وقت سابق في هذه المقالة. في عام 2019، وجد المؤشر العالمي للجريمة المنظمة أن جمهورية الكونغو الديمقراطية لديها أعلى معدل للإجرام.
تتراوح التقديرات السنوية للجرائم المرتكبة في الولايات المتحدة من أحد عشر إلى ثلاثين مليون حيث لا يتم الإبلاغ عن العديد من الأفعال.

## التصنيف
في حين أن معظم الولايات القضائية قد تتفق على ما يشكل جريمة قتل، فإن ما يشكل جريمة قتل قد يكون أكثر إشكالية، بينما قد تختلف الجريمة ضد الشخص على نطاق واسع. غالبًا ما تعني الاختلافات التشريعية أن مكونات الجرائم تختلف بين الولايات القضائية.
وقد أُجريت الدراسة الاستقصائية الدولية لضحايا الجريمة في أكثر من 70 بلدا حتى الآن وكانت معيارا «واقعيا» لتعريف الجرائم العادية. ويمكن الاطلاع على القائمة الكاملة بالبلدان المشاركة والجرائم المحددة 11 [15] في موقع المشروع على شبكة الإنترنت.
في مارس 2015، نشر المكتب النسخة الأولى من التصنيف الدولي للجريمة للأغراض الإحصائية (ICCS).

## التدابير
وتشمل التدابير الأكثر تعقيدًا قياس أعداد الضحايا المنفصلين والجناة بالإضافة إلى معدلات الإيذاء المتكررة والعودة إلى الإجرام أو نكوص. يتضمن تكرار الإيذاء قياس عدد المرات التي يتعرض فيها نفس الضحية لتكرار حدوث جريمة، غالبًا من قبل نفس الجاني. وكثيرا ما تستخدم تدابير معدل التكرار لتقييم فعالية التدخلات.